# Berd'huis
Berd'huis é uma comuna francesa na região administrativa da Normandia, no departamento Orne. Estende-se por uma área de 11,4 km². Em 2010 a comuna tinha 1 124 habitantes (densidade: 98,6 hab./km²).